# Noordse helm
Noordse helm (Calamagrostis × calammophila, synoniemen:  Calammophila ×baltica, Ammophila baltica) is een vaste plant uit de grassenfamilie. Het is een soortshybride van Calamagrostis epigejos (duinriet) met Ammophila arenaria (helm). De soort komt van nature langs de kust voor in Noord-Europa. Noordse helm lijkt veel op helm, maar noordse helm heeft minder sterk ingerolde, slappere en groenere bladeren dan helm. Helm groeit ook meer in pollen dan noordse helm en heeft grijsgele bladeren. Het aantal chromsomen is 2 n = 42.
De plant wordt 60-150 cm hoog en vormt vrij veel horizontale wortelstokken. De stengel is onderaan vaak iets paars aangelopen. Het omgekeerde, slappe blad kan tot 100 cm lang worden. Op de bladribben zitten korte en langere haren.
Noordse helm bloeit in juni en juli. De bloeiwijze is een uitgespreide, gelobde, bruinachtige, vaak paars aangelopen, spoelvormige pluim. De aartjes zijn 9-12 mm lang. Het onderste kroonkafje is 7-10 mm lang, hetgeen driekwart van de lengte van het kelkkafje is. Aan de voet van het onderste kroonkafje zitten haren en bovenaan een 1-2 mm lange kafnaald.
Er worden in Nederland geen vruchten gevormd.

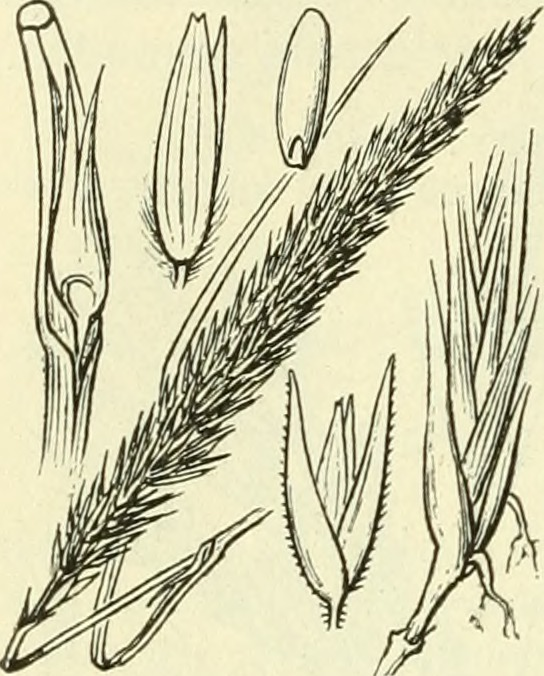
Heukels
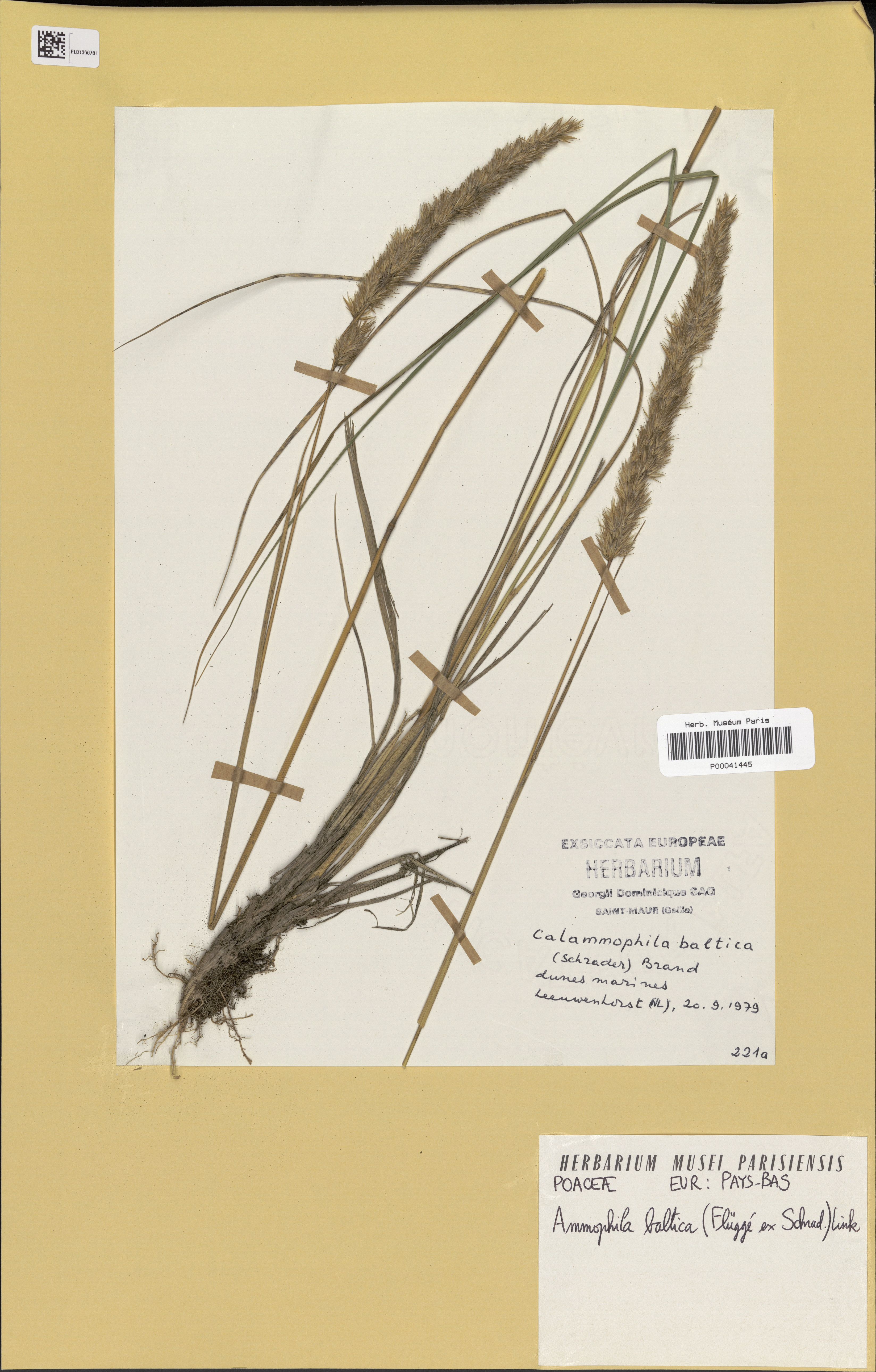
Herkomst: Leeuwenhorst
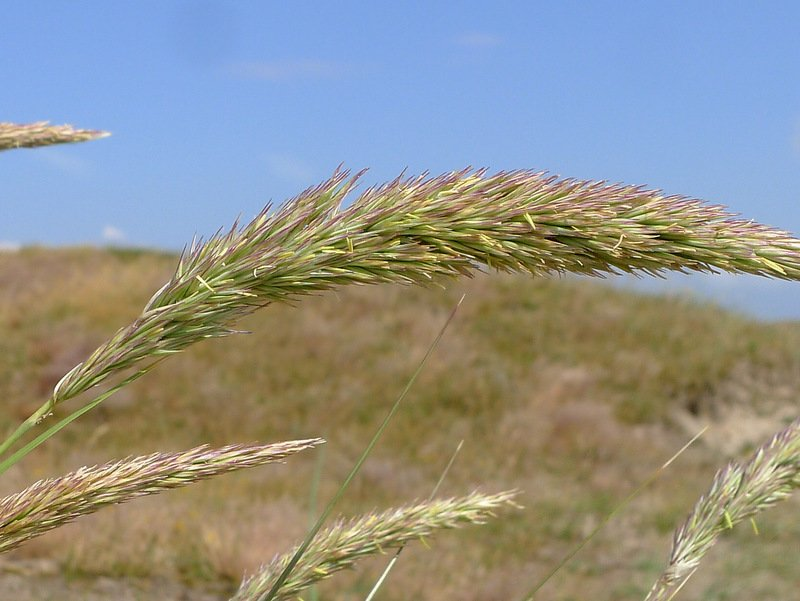
Pluim

Noordse helm komt in de duinen van de zeereep voor. 